# 黄祥任
黄 祥任（こう しょうにん、ファン・シァンジェン、1974年6月22日 - ）は、台湾の囲碁棋士。台湾棋院所属、五段。中環杯囲棋オープン戦優勝など。

## 経歴
1996年世界アマチュア囲碁選手権戦で6位。1997年、国際アマチュア・ペア碁選手権大会で優勝（鄭淑卿とペア）。2000年入段。同年二段。2001年三段、CMC杯電視快棋戦ベスト4。2002年中環杯決勝で楊志徳を破って棋戦初優勝。2003年CSK杯囲碁アジア対抗戦に出場。2004年四段。2005-07年王座戦リーグ入り。2007年五段。

### タイトル歴
- 中環杯囲棋オープン戦 2002年

### 他の棋歴
- CSK杯囲碁アジア対抗戦
  - 2003年 0-3（×結城聡、×董彦、×宋泰坤）
- 東鋼杯プロ囲棋戦 準優勝 2002年
- 新人王戦 準優勝 2003年
- 魔戒杯プロ囲棋戦 準優勝 2003（第1回）、03（第2回）年
- 中環杯囲棋オープン戦 準優勝 2004年
- 棋霊王杯プロ棋戦 準優勝 2004年